# هاتفيلد (أركنساس)
هاتفيلد (بالإنجليزية: Hatfield, Arkansas)‏ هي بلدة أمريكية تقع في الولايات المتحدة في مقاطعة بولك، أركنسو. يقدر عدد سكانها بـ 402 نسمة ومساحتها 3.5 كم2 وترتفع عن سطح البحر 300 متر.

## التركيبة السكانية
حدّد مكتب تعداد الولايات المتحدة بيانات التركيبة السكانية لهاتفيلد في تعداد الولايات المتحدة. في ما يلي، التركيبة السكانية حسب تعدادي 2000 و2010.

### تعداد عام 2000
بلغ عدد سكان هاتفيلد 402 نسمة بحسب تعداد عام 2000، وبلغ عدد الأسر 163 أسرة وعدد العائلات 107 عائلة مقيمة في البلدة. في حين سجلت الكثافة السكانية 119.3 نسمة لكل كيلومتر مربع (309.0/ميل2). وبلغ عدد الوحدات السكنية 185 وحدة بمتوسط كثافة قدره 54.9 لكل كيلومتر مربع (142.2/ميل2).
وتوزع التركيب العرقي للبلدة بنسبة 95.52% من البيض و0.50% من الأمريكيين الأفارقة و1.49% من الأمريكيين الأصليين و2.49% من عرقين مختلطين أو أكثر و1.24% من الهسبانيون أو اللاتينيون من أي عرق.
بلغ عدد الأسر 163 أسرة كانت نسبة 32.5% منها لديها أطفال تحت سن الثامنة عشر تعيش معهم، وبلغت نسبة الأزواج القاطنين مع بعضهم البعض 52.8% من أصل المجموع الكلي للأسر، ونسبة 10.4% من الأسر كان لديها معيلات من الإناث دون وجود شريك،  بينما كانت نسبة 2.5% من الأسر لديها معيلون من الذكور دون وجود شريكة وكانت نسبة 34.4% من غير العائلات. تألفت نسبة 31.9% من أصل جميع الأسر من عدة أفراد يعيشون في نفس المنزل ونسبة 19% كانت تتألف من شخص يعيش بمفرده يبلغ من العمر 65 عاماً أو أكثر. وبلغ متوسط حجم الأسرة المعيشية 2.47، أما متوسط حجم العائلات فبلغ 3.07.
بلغ العمر الوسطي للسكان 39.0 عاماً. وكانت نسبة 25.4% من القاطنين تحت سن الثامنة عشر، وكانت نسبة 8.7% بين الثامنة عشر والرابعة والعشرين عاماً، ونسبة 21.9% كانت واقعةً في الفئة العمرية ما بين الخامسة والعشرين والرابعة والأربعين عاماً، ونسبة 25.4% كانت ما بين الخامسة والأربعين والرابعة والستين، ونسبة 18.7% كانت ضمن فئة الخامسة والستين عاماً فما فوق. يوجد لكل 100 أنثى 90.5 ذكر، ويوجد لكل 100 أنثى في الثامنة عشر من عمرها فما فوق 89.9 ذكر.
بلغ متوسط دخل الأسرة في البلدة 19,412 دولارًا، أما متوسط دخل العائلة فبلغ 23,750 دولارًا. وكان متوسط دخل الذكور 18,438 دولارًا مقابل 16,875 دولارًا للإناث. وسجل دخل الفرد الخاص بالبلدة 10,447 دولارًا. وكانت نسبة 22.6% من العائلات ونسبة 25.6% من السكان تحت خط الفقر، وكان من هؤلاء نسبة 44.4% تحت سن الثامنة عشر ونسبة 16.7% في الخامسة والستين من العمر وما فوق.

### تعداد عام 2010
بلغ عدد سكان هاتفيلد 413 نسمة بحسب تعداد عام 2010، وبلغ عدد الأسر 162 أسرة وعدد العائلات 115 عائلة مقيمة في البلدة. في حين سجلت الكثافة السكانية 122.6 نسمة لكل كيلومتر مربع (317.5/ميل2). وبلغ عدد الوحدات السكنية 188 وحدة بمتوسط كثافة قدره 55.8 لكل كيلومتر مربع (144.5/ميل2).
وتوزع التركيب العرقي للبلدة بنسبة 92.49% من البيض و0.24% من الأمريكيين الأفارقة و1.69% من الأمريكيين الأصليين و3.87% من الأعراق الأخرى و1.69% من عرقين مختلطين أو أكثر و5.57% من الهسبانيون أو اللاتينيون من أي عرق.
بلغ عدد الأسر 162 أسرة كانت نسبة 31.5% منها لديها أطفال تحت سن الثامنة عشر تعيش معهم، وبلغت نسبة الأزواج القاطنين مع بعضهم البعض 56.8% من أصل المجموع الكلي للأسر، ونسبة 10.5% من الأسر كان لديها معيلات من الإناث دون وجود شريك،  بينما كانت نسبة 3.7% من الأسر لديها معيلون من الذكور دون وجود شريكة وكانت نسبة 29% من غير العائلات. تألفت نسبة 27.8% من أصل جميع الأسر من عدة أفراد يعيشون في نفس المنزل ونسبة 16.7% كانت تتألف من شخص يعيش بمفرده يبلغ من العمر 65 عاماً أو أكثر. وبلغ متوسط حجم الأسرة المعيشية 2.55، أما متوسط حجم العائلات فبلغ 3.06.
بلغ العمر الوسطي للسكان 39.5 عاماً. وكانت نسبة 25.7% من القاطنين تحت سن الثامنة عشر، وكانت نسبة 8.2% بين الثامنة عشر والرابعة والعشرين عاماً، ونسبة 21.1% كانت واقعةً في الفئة العمرية ما بين الخامسة والعشرين والرابعة والأربعين عاماً، ونسبة 29.1% كانت ما بين الخامسة والأربعين والرابعة والستين، ونسبة 16% كانت ضمن فئة الخامسة والستين عاماً فما فوق. وتوزع التركيب الجنسي للسكان بنسبة 47.9% ذكور و52.1% إناث.